# Kalamare
Kalamare is een dorp in het district Central in Botswana. De plaats telt 2196 inwoners (2011).